# Herdade e Escola de Craigflower

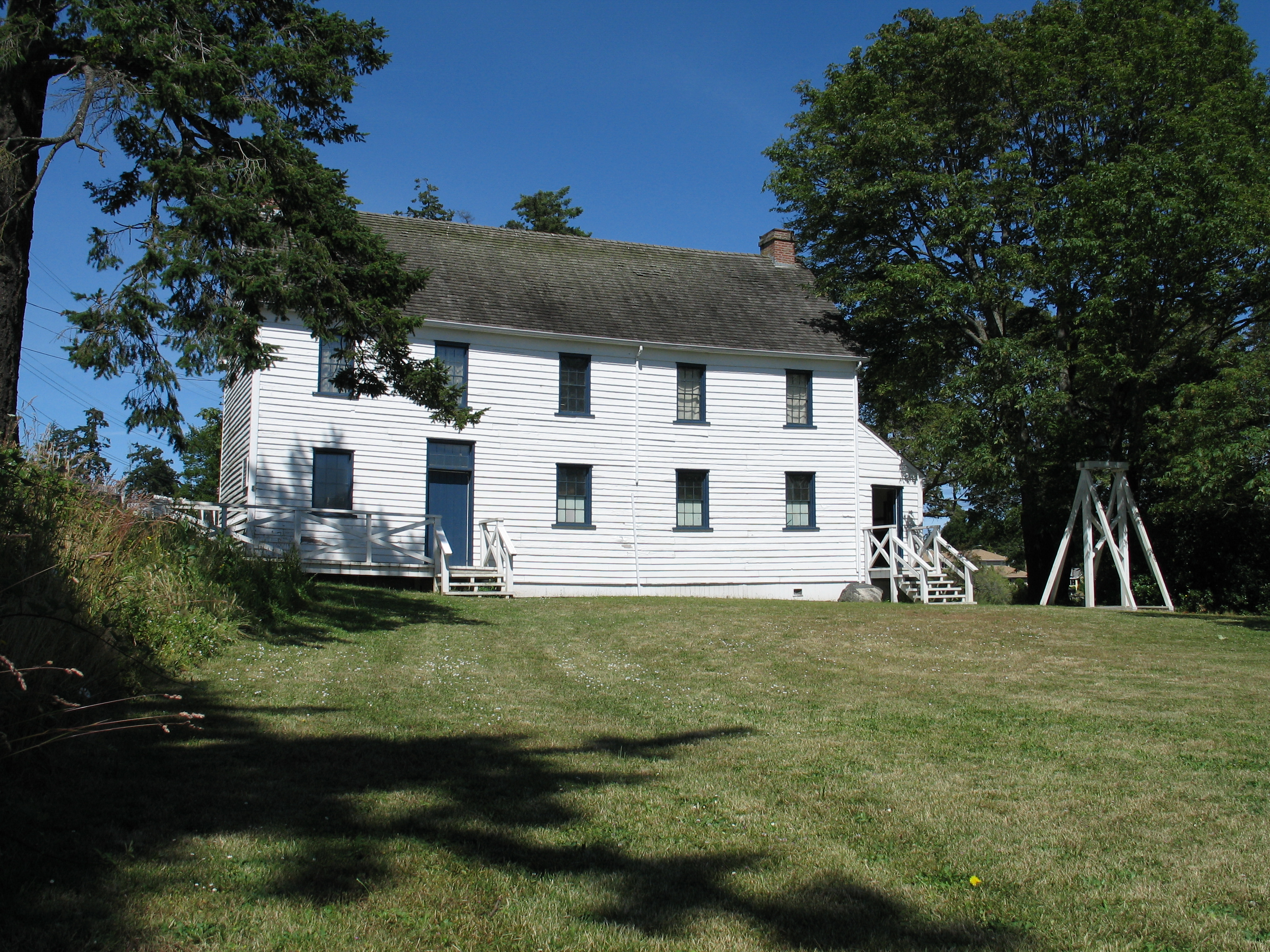
Escola de Craigflower

A Herdade e Escola de Craigflower são sítios nacionais históricos do Canadá que se localizam em Victoria, Colúmbia Britânica, Canadá. A maior atracção dos sítios são dois edifícios do século XIX - uma herdade e uma escola -, comissionados pela Companhia da Baía de Hudson para providenciar educação e acomodamentos para os seus empregados. Construídos como parte da comunidade agrícola da Quinta de Craigflower, permanecem abertos ao público actualmente, como museus dedicados à história colonial de Victoria.

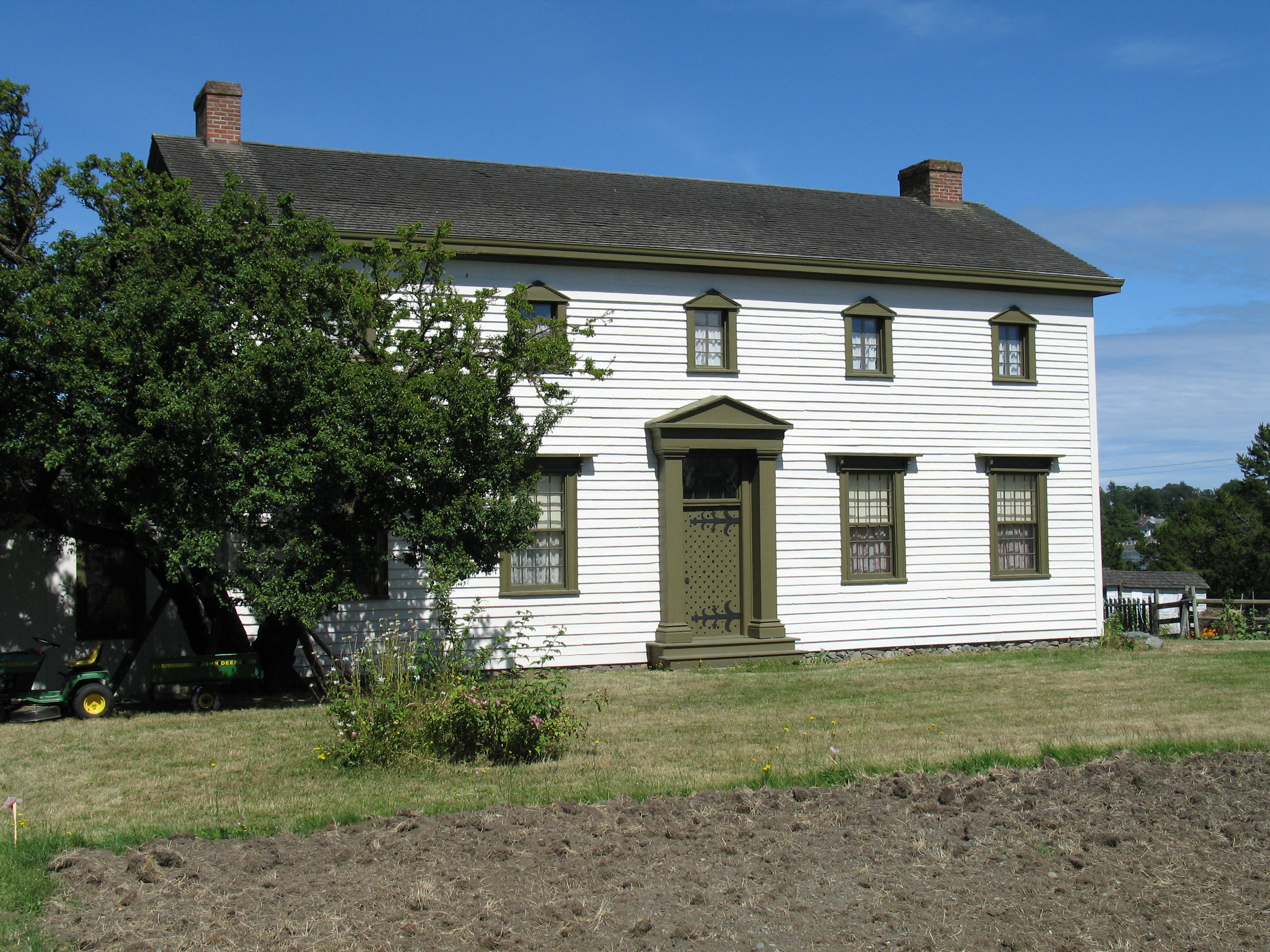
Herdade de Craigflower

O sítio tem também mérito arqueológico único, compreendendo três períodos diferentes, e tipos, de habitação humana. Para além disso as estruturas existentes tem grande valor histórico e cultural, permanecendo um dos melhores, e últimos exemplos do seu género no Canadá. Estes factores combinam para fazer deste sítio um dos mais importantes sítios nacionais históricos do Canadá.